# Říčky v Orlických horách
Říčky v Orlických horách település Csehországban, Rychnov nad Kněžnou-i járásban. Říčky v Orlických horách Orlické Záhoří, Zdobnice, Rokytnice v Orlických horách és Bartošovice v Orlických horách településekkel határos. Lakosainak száma 107 fő (2024. január 1.).

## Népesség
A település lakosságának változását az alábbi diagram mutatja:
| Lakosok száma | 1155 | 1166 | 935  | 149  | 113  | 87   | 80   | 92   | 102  | 107  |
|               | 1869 | 1900 | 1921 | 1961 | 1980 | 2011 | 2016 | 2019 | 2021 | 2024 |